# José Zabalza e Iturriria
José Zabalza e Iturriria   (12 de setembre de 1858 - Madrid, 30 d'agost de 1925) fou un militar espanyol, capità general de València durant els anys 1920.
Membre de l'arma de Cavalleria, ingressà a l'exèrcit en 1871 i en 1874 fou ascendit a alferes. Va participar en els darrers anys de la tercera guerra carlina, en la que fou ascendit a tinent en 1875 i a capità en 1876. Va estar destinat a la Capitania general de Catalunya en 1883. En 1894 fou ascendit a comandant i en 1895 destinat a Cuba, on va combatre els rebels fins al 1898, quan tornà a la Península i fou nomenat ajudant de camp del Capità general de Sevilla. En 1904 fou ascendit a coronel i destinat al Regiment d'Hússars de la Princesa i en 1909 fou destinat a la guerra de Melilla. Ascendit a general de brigada el 1911, fou cap del Regiment d'Hússars i quan ascendí a general de divisió en 1915 va comandar el Regiment de Cavalleria de Madrid. En 1923 fou ascendit a tinent general i nomenat capità general de la III Regió Militar, on li va sorprendre la proclamació del a dictadura de Primo de Rivera. Aleshores fou destinat a Madrid i en desembre de 1923 fou nomenat membre del Consell Suprem de Guerra i Marina. En 1924 fou nomenat Cap de la Casa Militar de Sa Majestat el Rei i comandant general d'Alabarders. Fou nomenat gentilhome de cambra del Rei amb exercici. Va morir d'una pneumònia a Madrid el 20 d'agost de 1925.